# Matteüs (apostel)
Matteüs of Mattheüs (Koinè: Ματθαίος, Matthaíos, een hellenisering van het Hebreeuwse מתי/מתתיהו, Mattay of Mattithyahu, "geschenk van JHWH") was een van de twaalf apostelen van Jezus. Matteüs wordt traditioneel gezien als de schrijver van het Evangelie volgens Matteüs. Sinds het vroege christendom wordt hij vereenzelvigd met de Levi uit Marcus 2:14 vanwege de parallel met Matteüs 9:9-13, maar het is niet zeker of het om dezelfde persoon gaat.
In een tetramorf van de evangelisten wordt Matteüs sinds de 4e eeuw afgebeeld als mens, meestal met vleugels zoals een engel.

## Leven

### Nieuwe Testament
Volgens Matteüs 9:9 "zag [Jezus] bij het tolhuis een man zitten die Matteüs heette, en hij zei tegen hem: 'Volg mij'. Hij stond op en volgde hem." Jezus was daarna bij Matteüs thuis om een maaltijd te nuttigen, waarbij een groot aantal tollenaars en zondaars deelnamen. Dit speelde zich af in Kafarnaüm, waar zowel Matteüs als Jezus woonden (Matteüs 9:1 i.c.m. 4:13). In Marcus 2:14 en Lucas 5:27–28 staat hetzelfde verhaal, waarbij de man bij het tolhuis Levi heette in plaats van Matteüs. Volgens Marcus was deze Levi de zoon van Alfeüs. Door de overeenkomsten tussen deze verhalen worden Matteüs en Levi al sinds het vroege christendom als dezelfde persoon beschouwd, vooral nadat Hiëronymus deze identificatie ondersteunde.
Als Matteüs inderdaad een tollenaar was, was hij zeer waarschijnlijk belezen en kon hij uitstekend Koinè-Grieks schrijven. De Joden in zijn omgeving hebben hem mogelijk veracht als collaborateur met de Romeinen.
Verder wordt Matteüs uitsluitend genoemd in de opsommingen van de twaalf apostelen in Matteüs 10:3, Marcus 2:18, Lucas 6:15 en Handelingen 1:13.

### Latere tradities
Kerkvaders als Ireneüs en Clemens van Alexandrië beweerden dat Matteüs het evangelie aan de Joodse gemeenschap in Judea predikte en daarna naar andere landen ging. Schrijvers in die periode spreken elkaar tegen als het gaat om welke landen Matteüs zou hebben bezocht. Sommige bronnen zeggen dat hij rond het jaar 42 Palestina verliet om als missionaris in Ethiopië, Mesopotamië of Perzië te gaan werken.
De Rooms-Katholieke Kerk en Oosters-orthodoxe kerken geloven dat Matteüs als martelaar stierf. De Babylonische Talmoed suggereert dat hij werd terechtgesteld (Sanhedrin 43a), maar dit werd ontkend door Heracleon, een gnostisch christen die al in de 2e eeuw als een ketter werd beschouwd. Andere bronnen spreken van een natuurlijke dood, andere van een dood door onthoofding, neergestoken worden met een dolk bij het altaar of verbranding in Syrië of Arabië.

## Verering
Matteüs' feestdag wordt gevierd op 21 september (in de Orthodoxe Kerk op 16 november) en op 30 juni met de andere twaalf apostelen. Hij is de patroon van de boekhouders, bankiers, douanebeambten, geldwisselaars, veiligheidsbeambten en beursmakelaars en van de stad Salerno. Hij wordt ook aangeroepen tegen drankzucht.

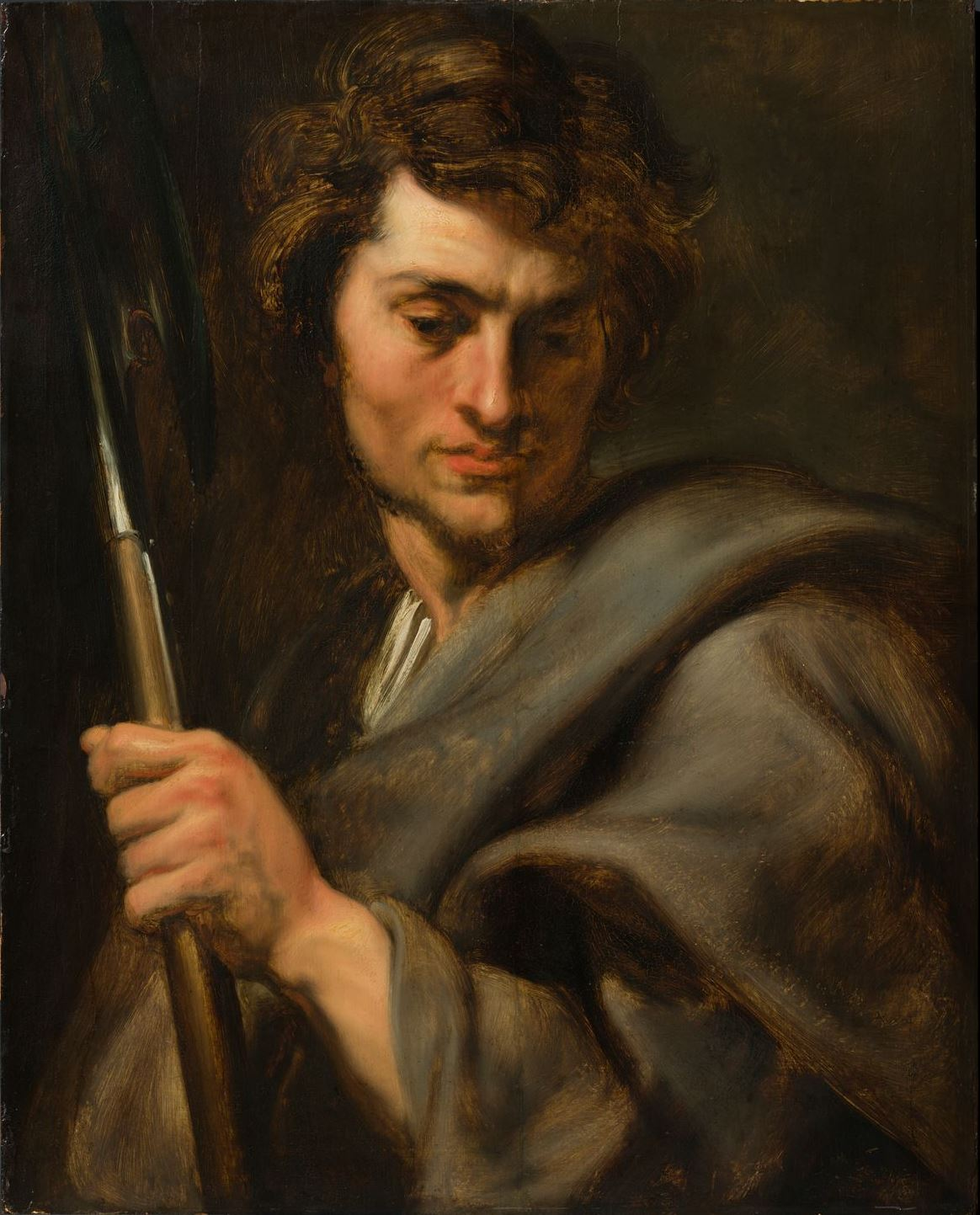
De apostel Mattheüs, geschilderd door Anthony van Dyck in de 17e eeuw